# Кодогуба
Кодогуба (карел. Kodalahti) — деревня в составе Янишпольского сельского поселения Кондопожского района Республики Карелия Российской Федерации. Расположена на берегу залива в северо-западной части Онежского озера.

## Население
| 2002 | 2010 | 2013 |
| ---- | ---- | ---- |
| 0    | →0   | →0   |